# As Neves
As Neves település Spanyolországban, Pontevedra tartományban. As Neves Salvaterra de Miño, Ponteareas, A Cañiza, Arbo és Monção községekkel határos. Lakosainak száma 3678 fő (2024).

## Népesség
A település népessége az elmúlt években az alábbi módon változott:
| Lakosok száma | 4695 | 4440 | 4467 | 4466 | 4300 | 4121 | 3968 | 3841 | 3746 | 3678 |
|               | 2001 | 2004 | 2007 | 2009 | 2012 | 2014 | 2017 | 2019 | 2022 | 2024 |